# Husarowszczyzna
Husarowszczyzna (biał. Гусароўшчына; ros. Гусаровщина) – wieś na Białorusi, w obwodzie witebskim, w rejonie brasławskim, w sielsowiecie Mieżany.
Inne nazwy miejscowości – Usarowszczyzna lub Gusorowszczyzna.

## Historia
W czasach zaborów w granicach Imperium Rosyjskiego.
W latach 1921–1939 ówczesny zaścianek leżał w Polsce, w województwie nowogródzkim (od 1926 w województwie wileńskim), w powiecie brasławskim, w gminie Brasław.
Według Powszechnego Spisu Ludności z 1921 roku zamieszkiwało zaścianek 28 osób, 23 były wyznania rzymskokatolickiego, a 5 prawosławnego. Jednocześnie 25 mieszkańców zadeklarowało polską przynależność narodową, a 3 białoruska. Było tu 5 budynków mieszkalnych. W 1938 w 5 domach zamieszkiwały 24 osoby.
Miejscowość należała do parafii rzymskokatolickiej i prawosławnej w Brasławiu. Podlegała pod Sąd Grodzki w Brasławiu i Okręgowy w Wilnie; właściwy urząd pocztowy mieścił się w Brasławiu.